# Sajragul Sauytbaj
Sajragul Sauytbaj (kazašsky Сайрагүл Сауытбай; * asi 1977) je čínská lékařka, ředitelka školy a whistleblowerka pro kazašské Číňany. Opustila Čínu nelegálně a poté řekla médiím o reedukačních střediscích v Sin-ťiangu, kde se lidé v Číně převychovávají. Poté, co Kazachstán odmítl, jí Švédsko nabídlo politický azyl. V březnu 2020 jí byla udělena Mezinárodní cena ženské odvahy (anglicky International Women of Courage Award).

## Život
Sauytbaj se narodila asi v roce 1977 v kazašské autonomní prefektuře Ili v Číně. Je etnickou Kazaškou a čínskou státní příslušnicí a stala se zaměstnankyní čínského státu.
Provdala se za Ualiho Islama, se kterým má syna a dceru.

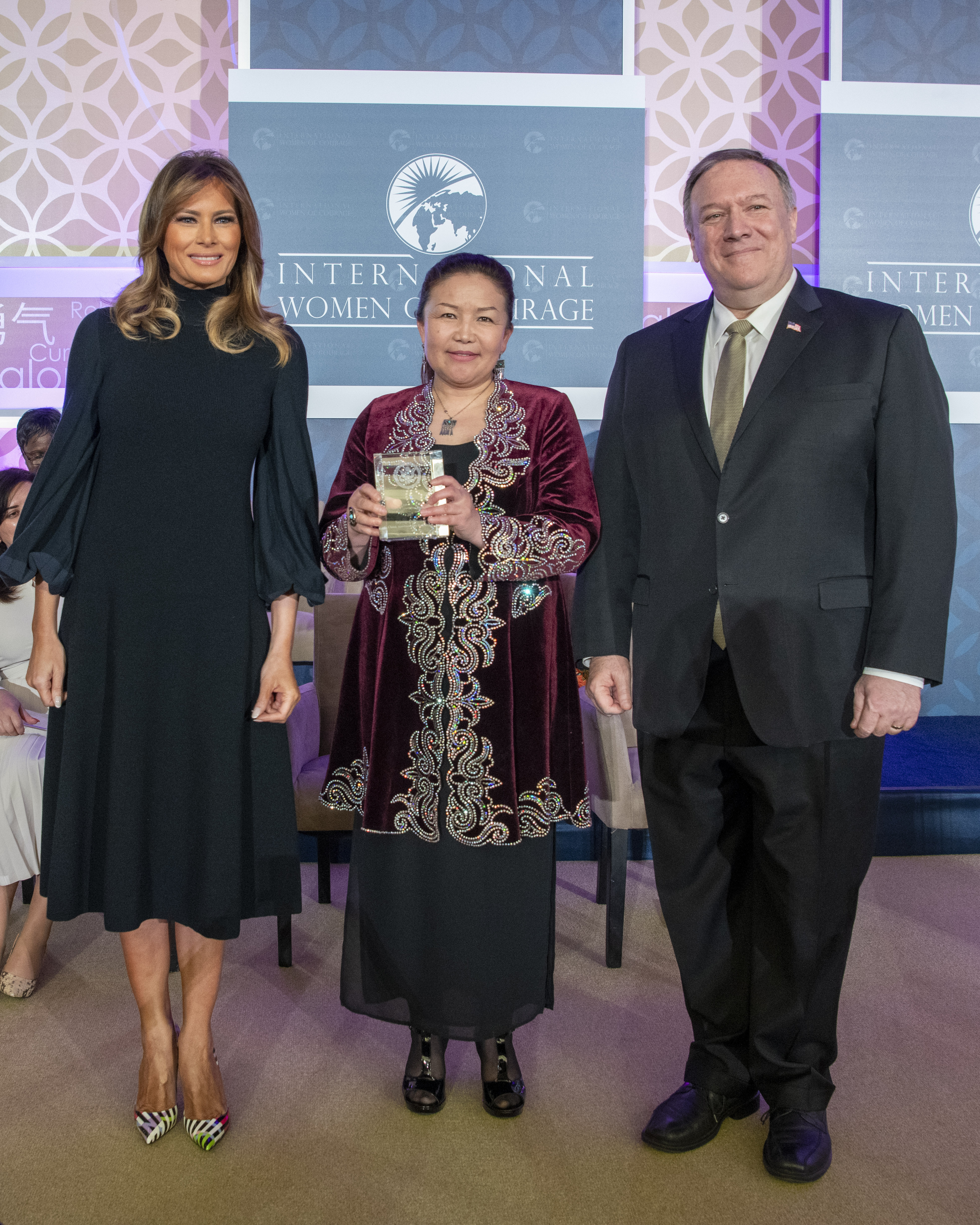
Mike Pompeo uděluje cenu IWOC Sayragul Sauytbay (Melania Trumpová je vlevo)

13. července 2018 se Sauytbaj dostavila k soudu ve městě Žarkent v Kazachstánu obviněná z nedovoleného překročení hranice z Číny. Během soudu hovořila o své nucené práci v reedukačním středisku pro 2500 etnických Kazachů.